# 윤병구 (1893년)
윤병구(尹炳球)
의열단(義烈團) 

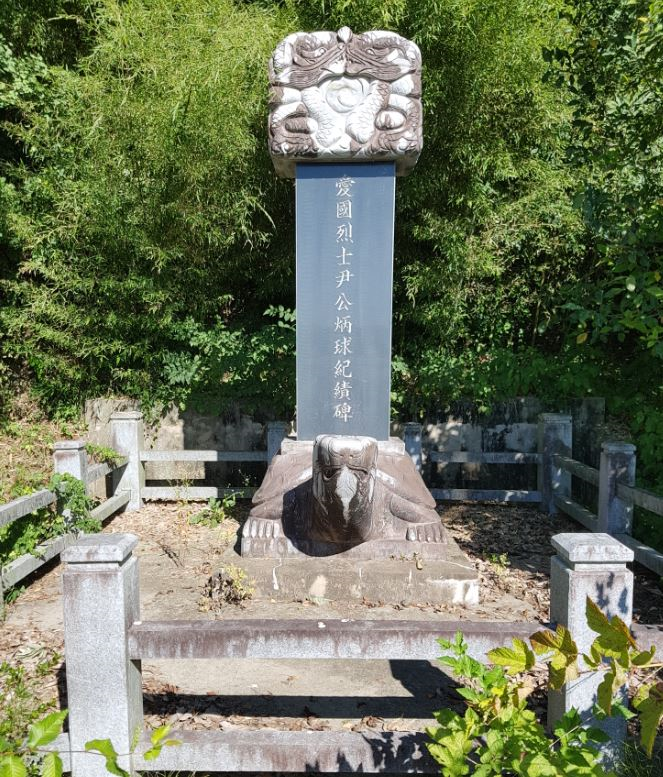

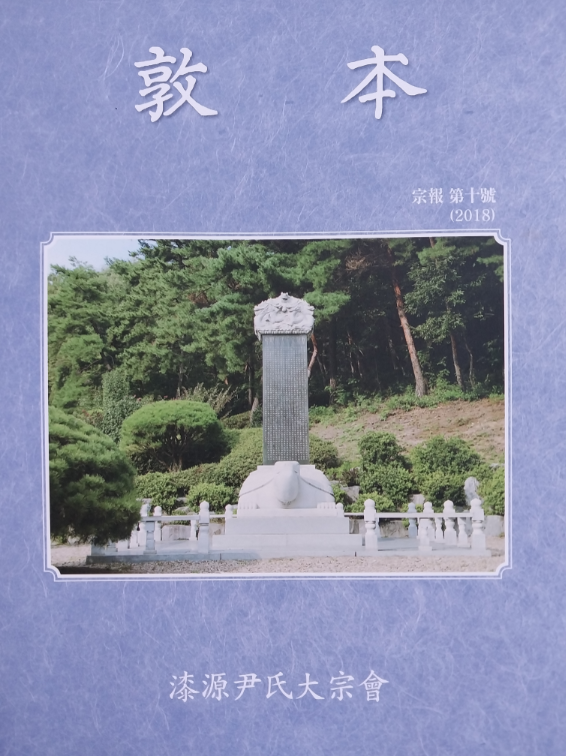
칠원윤씨 종보

1962년에 건국공로훈장독립장을 추서하였다. 
윤 열사(1893.3.16.~1931.2.9)는 칠원윤씨 37세이며, 충효공(尹桓: 고려조 문하시중)
후손이다. 부친 임학(林學)과 모친 성주이씨 사이에서 태어났다.
출생  충남 청양군 청남면 중산리 469
사망  1931년 2월 9일에 서대문형무소 옥중 순국
안장  서울 동작동 국립묘지 충렬대에 안장
입비  충남 청양군 청남면 중산리 마을 로변
찬수  청양군수 이호종
건일 1991년 11월 12일
원문 국한문혼용
해문 향토사학자 윤경수

애국열사윤공병구기적비문
공의 휘는 병구(炳球)이시며 자는 의경(義敬)이요 성은 윤씨니 본관은 칠원이시다. 신라 태종 무열왕 때 태자태사로서 고명원로에 오른 시조 휘 시영의 수세 후 중시조 거부의 37세이며 고려 문하시중 충효공 휘 환의 19세로 고 휘 임학과 계비 전주이씨 사이의 장남으로 서기 1893년 3월 16일 청양군 청남면 중산리 469번지에서 태어나셨다. 공은 유년시절부터 성품이 담대하시고 모험심이 강하시어 경향각지를 빈번히 왕래하시면서 신문물탐구에 몸소 실천하셨고 정의의 기백을 연마하셨다. 서기 1905년 일제의 총검아래 을사보호조약이 늑결 되어 국권이 박탈되자 비분강개하여 구국운동의 의지를 굳히신 공은 서기 1919년 3월 1일 국권회복을 위한 울분에 젖은 배달민족의 만세함성이 전국 방방곡곡에 울려 퍼짐에 의연히 구국일념으로 비장한 각오를 다지시고 만주로 건너가서 북경에 본거를 둔 의열단에 가입하여 활발한 항일운동을 전개하셨다. 조국광복에 루급하시던 공은 서기 1922년에 유석현, 김지섭과 함께 제등총독을 암살할 것과 조선총독부와 동양척식회사 및 조선은행 등을 폭파할 계획을 세우신 뒤 군자금 마련을 위해 국내로 잠입하여 동년 12월 23일 서울 무교동에 거주하는 부호이며 조선총독부 부판사인 백윤화를 찾아가 거사내용을 알리고 군자금 5만원을 요구하자 재산상속을 받지 않아 거금을 조달할 수 없다고 거절당하였다. 공 일행은 그의 부친 백운영을 찾아가 군자금을 요구했으나 그 역시 순순히 응하지 아니하여 권총을 꺼내 들고 2천원을 꼭 조달토록 명령하고 돌아와 백윤화에게 생명을 소중히 여기거든 돈을 마련한 뒤 남대문 구내 게시판에 “다음 열차로 떠난다는 암호를 쓰라”는 편지를 보내고 동월 25일 밤 공과 유석현이 군자금을 인수차 백윤화의 집에 찾아가셨다가 사전에 잠복한 본정 경찰서 왜경에게 피체되어 시국표방강도죄로 중형을 언도받고 서대문형무소에서 혹독한 옥고를 치르시다가 서기 1931년 2월 9일에 옥중 순국하셨다. 이렇듯 공의 애국충절과 살신성인하신 강인한 항일투쟁의 발자취는 바로 조국광복의 근저가 되었으며 거룩한 애국정신은 정의구현의 대도로서 온 백성의 귀감이 되었다. 정부에서는 공의 성충대의를 추앙하시어 서기 1962년에 건국공로훈장독립장을 추서하고 서울 동작동 국립묘지 충렬대에 안장하였으니 그 기상은 영원불멸하리라. 공의 거룩하신 충의와 애국정신을 기리 빛내기 위하여 이에 청양군민의 이름으로 이곳 공의 향리에 기적비를 세우니 이 애국단성 천추에 빛나리라.       

서기 1991년 11월 12일
청양군수 이호종 찬수
월성후인 최병무 근서

참고문헌) 

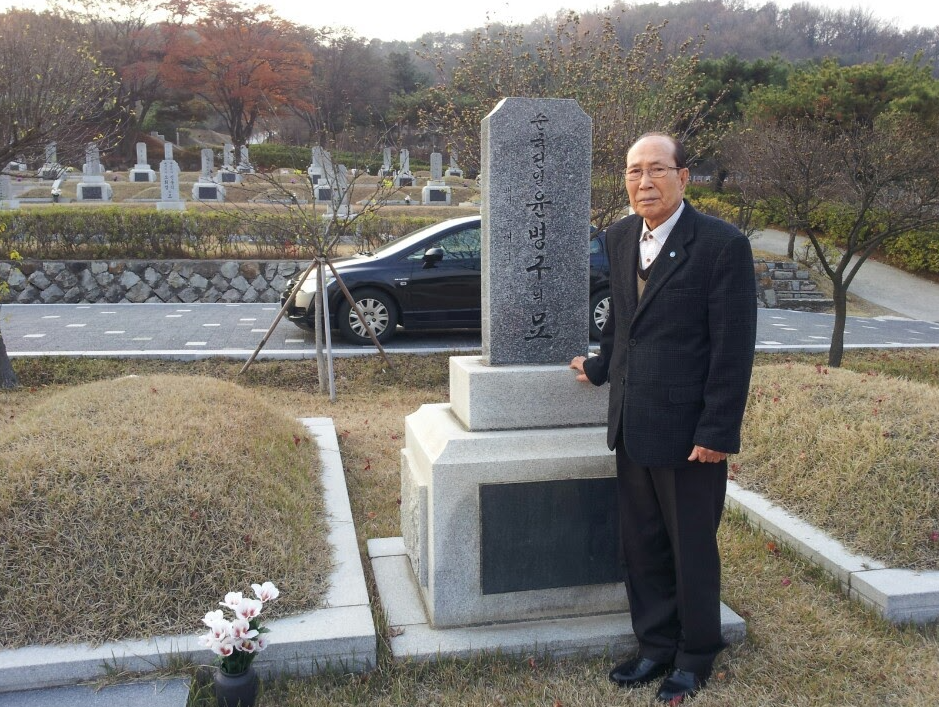

칠원윤씨 돈본 제10호(2018. 윤경수). 청남면지(2023. 청남면사무소)